# Carcinoma basocelular
Carcinoma basocelular ou carcinoma de células basais é o tipo mais comum de cancro da pele. Geralmente manifesta-se na forma de uma área de pele ligeiramente elevada e indolor, que se pode apresentar brilhante e com pequenos vasos capilares ou com ulceração. O carcinoma basocelular é de crescimento lento e pode lesionar os tecidos envolventes, mas é pouco provável que se alastre para áreas distantes ou que seja uma causa de morte.
Entre os fatores de risco estão a exposição a radiação ultravioleta, possuir pele clara, exposição prolongada a arsénico e imunodeficiência. A exposição a radiação ultravioleta durante a infância é particularmente perigosa. As camas de bronzeamento estão-se a tornar outra fonte comum de exposição à radiação UV. O diagnóstico baseia-se geralmente num exame da pele, que pode ser confirmado com uma biópsia do tecido.
Não é claro se os protetores solares influenciam o risco de cancro basocelular. O tratamento consiste geralmente na remoção cirúrgica. Quando o carcinoma é pequeno, a remoção pode ser feita com uma simples excisão. Em outros casos é geralmente recomendada a cirurgia de Mohs. Entre outras opções estão a criocirurgia, quimioterapia tópica, cirurgia a laser ou a utilização de imiquimod. Nos casos raros em que ocorrem metástases, pode ser usada quimioterapia ou terapia dirigida.
O carcinoma basocelular é responsável por pelo menos 32% de todos os casos de cancro no mundo. Entre os cancros da pele que não melanoma, cerca de 80% são carcinomas basocelulares. Nos Estados Unidos, cerca de 35% dos homens brancos e 25% das mulheres brancas são afetados por um carcinoma basocelular pelo menos uma vez na vida.

## Causas

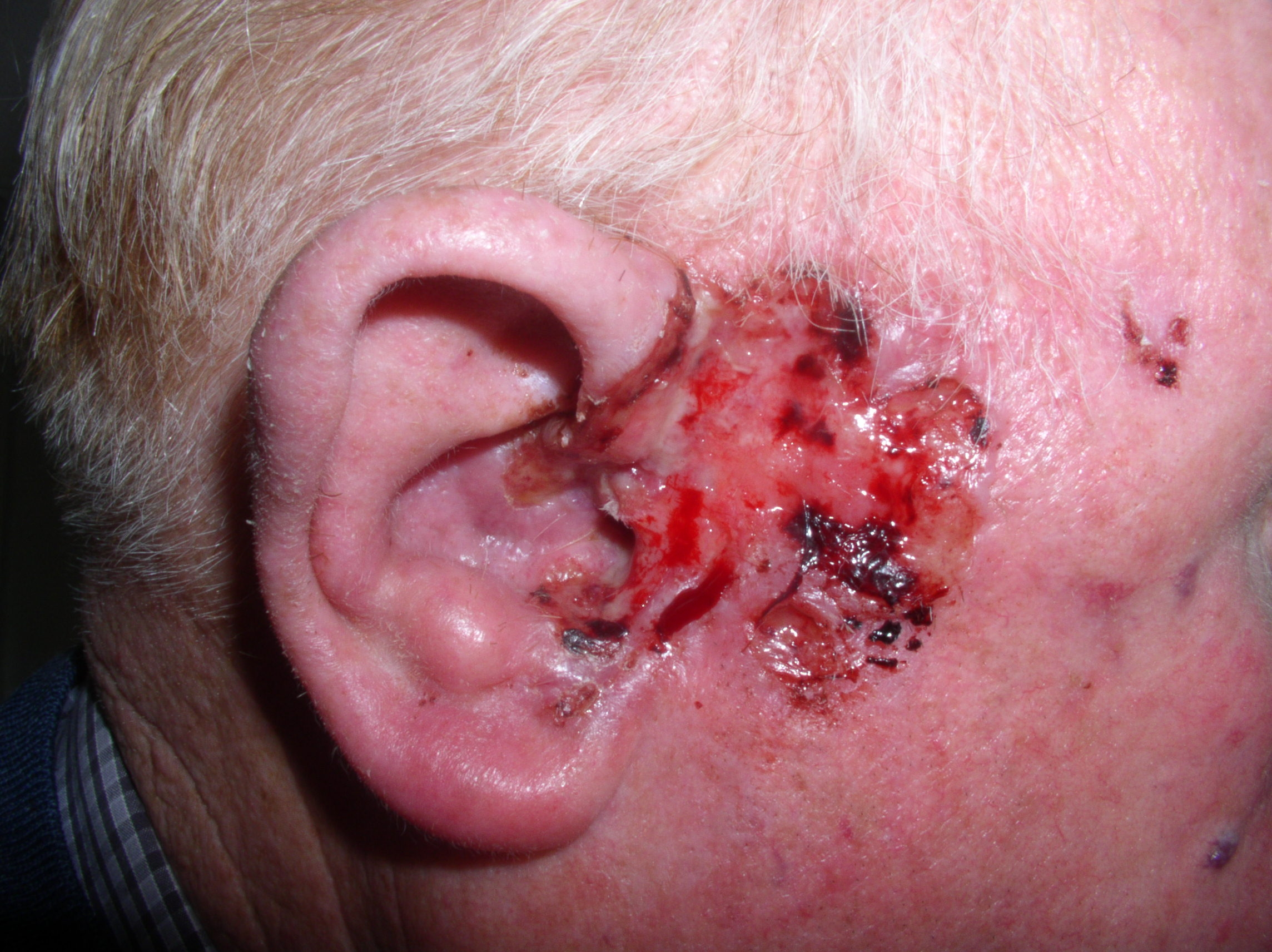
O basalioma pode crescer, ulcerar e deformar áreas próximas a sua origem.

Pode ser causada por mutação do gene embrionário do desenvolvimento folicular SHH (sonic hedgehog) em células germinativas foliculares (tricoblastos) por longos períodos de intensa exposição a radiação solar entre as 10h e 16h, principalmente durante infância e adolescência. Após o dano genético o câncer pode levar dez a cinquenta anos para se desenvolver.
Os fatores que aumentam o risco de desenvolver basalioma incluem:
- Exposição prolongada, constante e cumulativa à radiação ultravioleta, principalmente durante a juventude (principal fator de risco para desenvolver um câncer de pele),[19]
- Radiação ionizante,
- Exposição a arsênio,
- Dieta altamente calórica,
- Deficiências na ingestão de vitaminas A, C, E, zinco e selênio;
- Pele clara, cabelos loiros ou ruivos e olhos claros,[20]
- Histórico familiar de câncer de pele,[21][22]
- Tratamento imunosupressivo,[23]
- Mais de 50 anos,
- Síndromes genéticas como Síndrome de Gorlin(síndrome de carcinoma basocelular nevoide) e Xeroderma pigmentosum (pele seca e pigmentada)[24]

## Sinais e sintomas

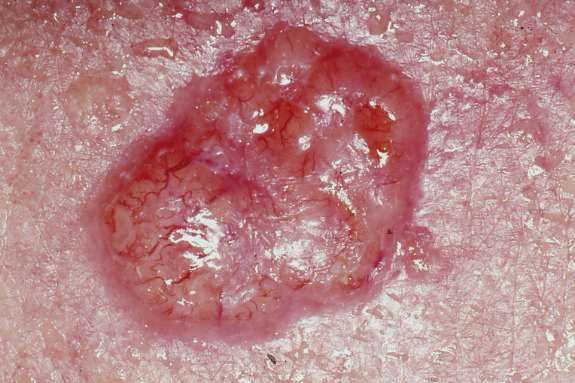
Ulceração típica em carcinoma basocelular

Carcinoma basocelular ocorre em diferentes locais do corpo, mas aproximadamente 80% ocorre na cabeça ou pescoço. É mais prevalente em adultos do sexo masculino. Geralmente têm o aspecto de pequenas feridas ou cicatrizes, onde podem eventualmente se formar vasos dilatados (telangiectasias). Uma forma comum é o aspecto de uma úlcera, com o centro mais definidamente ulcerado.
A lesão é descrita normalmente como uma pequena ferida que cresce de maneira lenta. Costuma não cicatrizar ou cicatrizar e novamente formar uma ferida ao menor trauma. Quando traumatizada, a lesão costuma sangrar.
Para a identificação da doença, devem ser levados em questão os seguintes pontos do histórico da pessoa: 1) exposição ao sol de maneira crônica, recreativa ou ocupacional; 2) exposição ocasional à radiação ionizante; 3) histórico de contato com arsênio.
O crescimento do tumor é lento, mas se for negligenciado pode se espalhar de forma profunda e causar grande destruição, principalmente entre os olhos, nariz ou orelha. Pode se estender até mesmo aos ossos.

### Tipos
Fisicamente, o carcinoma basocelular pode ser dividido em:
- Nodular: é o tipo mais comum e usualmente se apresenta como uma pápula colorida, com telangiectases. Quando ele enlarga, frequentemente seu centro ulcera, deixando um borda elevada.

- Cístico: é uma variação do nodular, sendo muito parecido com esse caso. Pode ter uma aparência polipóide. O centro do tumor é cístico.

- Pigmentado: é também uma variação do nodular, que tem máculas que variam entre o preto e o marrom em algumas ou todas as áreas, o que o torna difícil de diferenciar de um melanoma. Algumas áreas desses tumores não retém pigmentos; bordas elevadas com telangiectases, que são típicas, podem ser observadas. Isso ajuda a diferenciar de um melanoma.

- Morféico: caracateriza-se pelo fato de suas células induzirem a proliferação de fibroblastos na derme e uma deposição maior de colágeno. Clinicamente se parece com uma cicatriz que raramente sofre ulceração. Como o tumor se infiltra entre fibras de colágeno, o tratamento é difícil.

- Superficial: aparece como um eritema. Esse tipo é geralmente não elevado, bem demarcado com placas de eritema, o que pode dificultar o diagnóstico.

### Diagnóstico
O diagnóstico é feito removendo uma amostra para analisar ao microscópio (biópsia). Histologicamente, o CB pode apresentar os seguintes padrões:
- Nodular-ulcerativo: é o mais comum, consistindo de ilhas de tumores largas, redondas ou ovais, na derme e frequentemente ligados à epiderme.
- Micronodular: é similar ao nodular, mas com ilhas de tumor com agrupamentos muito pequenos de células. Esse é um tipo mais agressivo e com maior poder de espalhamento.
- Pigmentado: formado por ilhas de tumor largas, redondas ou ovais, com grandes agrupamentos de melanina
- Cístico: consiste de ilhas largas, redondas ou ovais, com secreções de glicoproteínas ao centro.
- Infiltrativo: é um tipo comum e agressivo, onde células basalóides se infiltram entre o colágeno
- Morféico: consiste de células basalóides alongadas, que formam tecido conjuntivo adjacente e denso
- Superficial: consiste de células basofílicas, na derme papilar ou na derme reticular superficial, mas estão aderidas à epiderme

## Epidemiologia
No Brasil em 2010 houve 115 mil novos casos. Afeta 85 em cada 100 mil pessoas por ano na região Sul e 25 em cada 100 mil por ano na região Norte. Descendentes de alemães são mais vulneráveis com 95 em cada 100 mil e negros são menos vulneráveis. No mundo é 50% mais comum em homens, mas no Brasil o risco homem:mulher é quase o mesmo. O número de casos está aumentando em todo o mundo, especialmente EUA com quase um milhão de casos por ano e Austrália com 726 para cada 100 mil habitantes/ano (7 vezes mais risco que o Brasil).

## Tratamento
A modalidade de tratamento deve levar em conta diversos aspectos. Uma avaliação do tamanho da lesão é importante, pois lesões grandes têm um alto índice de recorrência. É importante considerar se o câncer é primário (previamente não tratado) ou recorrente. O índice de cura diminui muito para lesões recorrentes. Em 5 anos o índice de cura para modalidades de tratamento não-Mohs (radioterapia, crioterapia, curetagem e excisão cirúrgica) decai de 91,3% para tumores primários, para 80,1% para tumores recorrentes. A histologia do tumor também deve ser considerada. Os padrões micronodular, infiltrativo e morféico são considerados agressivos e tem altas chances de recorrência; para tumores morféicos a extensão além da margem clínica (não aparente na lesão) é de 7,2mm ± 3,8mm. Assim, para prover uma margem livre em 98% dos tumores morféicos, é preciso uma margem de 2 cm, numa circunferência em torno da lesão aparente.
Cirurgia micrográfica de Mohsé o tratamento com maiores índices de cura possíveis, sendo o tratamento de escolha para lesões de alto risco. A técnica envolve a remoção do tumor aparente, junto com uma margem de segurança em geral menor do que na excisão convencional. O tecido retirado é congelado num criostato, durante a cirurgia, e em seguida pode ser examinado no microscópio. Se houver alguma margem comprometida, é realizada uma nova excisão e o procedimento é repetido, até que se obtenham margens livres. O tecido é mapeado, de forma que excisões subsequentes são direcionadas ao foco persistente de tumor, o que evita o sacrifício de tecido normal. Com essa técnica, quase 100% das margens são examinadas. Numa revisão, Rowe et al concluíram que o índice de recorrência em 5 anos para CBs primários tratados com modalidades não-Mohs foi de 8,7%; enquanto que foi de apenas 1% quando se utilizou a técnica da cirúrgia micrográfica de Mohs. Já para os tumores recorrentes, os resultados foram de 19,9% e 5,6%, respectivamente.
Excisão cirúrgica com margens pré-determinadastem por objetivo retirar todo o tumor, incluindo o tumor visível clinicamente e uma margem de pele aparentemente normal. O tecido retirado é enviado a um patologista para analisar se as margens estão livres. O método requer sacrifício de tecido normal para se obter taxas de cura aceitáveis. Margens de pelo menos 4 milímetros são recomendadas, mesmo para os CBs menos agressivos, para se obter um índice de cura de 95%.
Curetagemtem em vista retirar o tumor utilizando um curete (um instrumento em forma de colher). Pode ser utilizada em lesões de baixo risco (pequenas, com bordas definidas, primárias e com histologia não agressiva). Uma revisão da literatura, desde 1947, indica uma taxa de cura de 92,3% para CBs primários. Entretanto, uma revisão semelhante indicou taxa de cura de apenas 60% para lesões recorrentes.
Radioterapiacontinua sendo um tratamento útil em geral para pacientes idosos, com lesões extensas, que não são candidatos a um procedimento cirúrgico. Os resultados cosméticos iniciais tendem a ser bons; entretanto, resultados de longo prazo podem piorar. Uma desvantagem dessa técnica é que as margens cirúrgicas não podem ser analisadas, para avaliar se estão livres de tumor. Outra desvantagem é que tratar novamente tumores recorrentes com radioterapia nem sempre é possível nem indicado. Além disso, a radioterapia pode prejudicar o tratamento de tumores recorrentes. Existem indícios de que tumores recorrentes de lesões tratadas com radioterapia tendem a ser agressivos e infiltrativos.
Crioterapiaé um tratamento utilizado para CBs não agressivos, com índices de cura em torno de 90%. Crioterapia pode resultar em feridas que demoram para sarar. Além disso, não há tecido disponível para exame histológico após o procedimento.
Interferon alfa intralesional ou perilesionalmostrou sucesso no tratamento de diversos CBs. Em geral é administrado 3 vezes por semana durante 3 semanas. Os índices de cura reportados variam, dependendo de diversos fatores como a agressividade do tumor. Em um estudo com 172 pacientes portadores de CBs superficiais e nodulo-ulcerados apresentou um índice de cura de 86%. Um dos maiores estudos de longo prazo já publicado, com seguimento médio de 10,5 anos para 50 pacientes com tumores superficiais e nodulo-ulcerados reportou um índice de cura de 96%. Uma grande vantagem é o fato de que os resultados cosméticos são excelentes, pois não há a cicatriz cirúrgica. Além disso, o tratamento pode ser utilizado para diminuir o tamanho da lesão antes do tratamento cirúrgico, o que facilita a excisão do tumor. Alguns autores mostram o uso como tratamento coadjuvante em tumores com margens comprometidas. Essa modalidade de tratamento é sub-utilizada ; isso se deve, entre outros motivos, ao fato de que o índice de cura pode não justificar economicamente o custo. Uma desvantagem é o fato de serem precisas muitas visitas ao centro médico e longo período de seguimento.
Creme imiquimod 5%tem sido utilizado para o tratamento de CBs superficiais. Apesar de seu modo de ação não ser totalmente conhecido, acredita-se que imiquimod age modificando a resposta imunológica e estimulando apoptóse em células defeituosas. Em geral é aplicado 5 vezes por semana, durante 6 semanas. A taxa de cura para CBs superficiais varia entre 70 a 100%.
Creme fluorouracil 5%é utilizado para tratar CBs superficiais e pequenos. O índice de cura é de aproximadamente 80%. Em geral é aplicado duas vezes ao dia, por 3 a 6 semanas.

## Ligações Externas
- (em inglês) Artigo com fotos em Skin Cancer Foundation
- (em inglês) Artigo com fotos em Medline Plus
- (em inglês) Artigo com fotos em DermNet
- Artigo sobre cirurgia micrográfica de Mohs na SBCD
- Artigo sobre cirurgia micrográfica de Mohs em Dermatologia.Net